# سفارة آيسلندا في السويد
سفارة آيسلندا في السويد هي أرفع تمثيل دبلوماسي لدولة آيسلندا لدى السويد. تقع السفارة في ستوكهولم وهي تهدف لتعزيز المصالح الآيسلندية في السويد.

## وصلات خارجية
- قائمة سفارات آيسلندا
- قائمة السفارات في السويد